# STPR

2023年6月14日まで使用していたコーポレートロゴ

株式会社STPR（エスティーピーアール、英:STPR inc.）は、すとぷりのリーダーであるななもり。が2018年6月15日に設立した日本の株式会社である。なお本項では、当会社の持株会社であるSUPER STATE HOLDINGS株式会社についても述べる。

## 沿革

### 2018年
- 6月15日、「ワクワクするようなビックリと、ステキな思い出を届けたい」という思いと、所属する動画配信エンタメユニットである「すとぷり」や、そのメンバーの個人活動をサポートするためにすとぷりのリーダーであるななもり。が同日に設立[7][6][8]。

### 2020年
- 6月15日、会社設立2周年を迎えた節目にコーポレートサイトとロゴのデザインをリニューアル[9]。
- 7月31日、株式会社レベルファイブとレベルファイブの著作物使用に関する包括的許諾契約を締結[10]。
- 10月9日、TikTokと、TikTok公認マネジメント契約を締結[11]。

### 2021年
- 1月1日、任天堂株式会社と、任天堂の著作物利用に関する包括的許諾契約を締結[12]。
- 7月26日、株式会社セガとセガの著作物使用に関する包括的許諾契約を締結[13]。
- 12月3日、株式会社カプコンとカプコンの著作物使用に関する包括的許諾契約を締結[14]。

### 2022年
- 1月6日、事業拡大と組織拡大を見据えたことにより、渋谷ヒカリエにオフィスを移転したことを発表[8][15]。
- 7月1日、常設スタジオ「STPR Studio」を開設[16]。スタジオは同日に公開されたレコーディングスタジオ「STPR Music Studio」と[16]、8月5日に公開されたモーションキャプチャースタジオ「STPR Virtual Studio」の2種類から構成されている[17]。
- 8月ごろ、シンガポール法人設立の準備を開始[4]。
- 9月15日、アカウントサービス「STPR ID」を開始[1]。

### 2023年
- 1月9日、「KnightA-騎士A-」や、メンバーが新たに所属することが発表された[18]。同年には「動画配信を中心に様々な活動をする"仲間"が、今よりもっともっと"のびのび"活動できるようサポートしたい」と、同社の掲げる文言が変更されている[19]。
- 4月3日、シンガポール法人の設立を発表[4]。
- 4月14日、ブランド「Strawberry Palette」の発足を発表[20]。
- 4月11日、AppBank社と資本業務提携契約を締結し、AppBank社の新株式109万8000株（2023年4月10日時点の発行済株式総数の10.80%）の引受を決定したと発表。STPRの社長である柏原真人は「マックスむらい」の熱心なファンであり、同社のIR情報にも関心を持っていた、Appbankの「IP×地域コラボレーション事業」と「イベント・ライブ物販のDXソリューション事業」の双方とSTPRは協業余地が大きいと考え、Appbankとの資本業務提携を決断[21]。
- 6月14日、ツイキャスの運営などを行うモイ株式会社と資本業務提携契約を締結し、モイ株式会社の普通株式118,800株（2023年4月30日時点の発行済株式総数の0.85%）の引受を決定したと発表[22][23]。「事業領域を相互に補完する」として双方にメリットがあることと、「両社のシナジーをこれまで以上に強化することが、両社が目指す共通の世界観の実現を加速させる」ことから、合意に至った[22]。
- 6月15日、会社設立5周年を迎えた節目に、「STPR Purpose」を策定、コーポレートサイトとロゴリニューアル[24]。
- 9月、三井住友カード株式会社との提携により、クレジットカード「STPR CARD」の発行開始[25]。

### 2024年
- 1月1日
  - AppBankから同社の連結子会社である3bitter株式会社の全株式を取得し、完全子会社化[26][27]。
  - コミックス株式会社の全株式を取得し、完全子会社化[28]。
- 1月5日、「クリエイティビティと情熱で、世界をもっと楽しくする」というPurpose（パーパス：目的）に向かって更なる成長のため、M&Aやコーポレートベンチャーキャピタル（CVC）事業を本格化することが発表された[29]。
- 1月12日、新規クリエイターを募集する新プロジェクト「STPR BOYS PROJECT」を始動[30]。
- 2月29日、ボンド株式会社の全株式を取得し、完全子会社化、Vライバー事業参入[31]。
- 3月1日、株式会社Gugenkaの株式を取得し、グループ会社化、メタバース関連事業へ参入[32]。
- 3月17日、「すとぷり」初の公式スマートフォン向けゲームアプリ『すとぷりWith!!（すとうぃず）』をリリース[33]。
- 4月2日、「AMPTAKxCOLORS」や、メンバーが新たに所属することが発表された[34]。
- 4月8日、株式会社elevenを設立[35]
- 4月10日、株式会社kokonotsuと、VOD型オンライン教育サービス事業と人材サービス事業を行う合弁会社「8Nana株式会社」を設立[36]
- 4月30日、YouTuberのマネジメント事業を行う株式会社ビタースウィートエンタテインメントの株式を取得したことを発表[37]。
- 5月1日、Vライバープロダクションの運営やクリエイターマネジメントを行う株式会社Origina1の全株式を取得し、完全子会社化[38]。同日、総合クリエイティブ・エージェンシーの株式会社B.B.Qの株式を取得し、子会社化[39]。
- 6月4日、SUPER STATE HOLDINGS株式会社を株式移転によりに設立し、ホールディングス体制に移行[40]。
- 6月26日、SUPER STATE HOLDINGS株式会社が、株式会社gumiと資本業務提携契約を締結し、本資本業務提携契約に基づき、gumiの新株式9,887,500株を引受[41]。
- 7月24日、SUPER STATE HOLDINGS株式会社が、アニメーション制作を中心に、音楽・映像・出版(コミック・ノベル・WEBTOON)等のコンテンツプロデュースを行う100%出資会社「株式会社AniTone」を設立[42]。
- 8月、SUPER STATE HOLDINGS株式会社が、ライブ・イベントの企画制作を行う株式会社エスエルピー（旧社名：株式会社SKIYAKI LIVE PRODUCTION）の株式を取得し、子会社化[43]。
- 8月10日、2.5次元歌い手グループとして、本社所属の「Meteorites」とメンバーがデビューすることが発表された[44][45]。
- 8月、SUPER STATE HOLDINGS株式会社が、ゲームを中心とした3DCG・アニメーション制作を行う株式会社スカラベスタジオの株式を取得し、子会社化[46]。
- 9月、SUPER STATE HOLDINGS株式会社が、米国でVTuber事務所の運営するlucid Corporation, Inc.の株式を取得し、子会社化[47]。
- 10月、SUPER STATE HOLDINGS株式会社が、無人スイーツ販売店舗「24スイーツショップ」のフランチャイズ事業を行うトゥエンティフォー株式会社の株式を取得し、子会社化[48]。
- 10月、株式会社AniToneが株式会社MAGES.のコンテンツ事業及び番組制作事業を吸収分割による事業承継[49]。
- 12月、ボンド株式会社が、株式会社Origina1を吸収合併[50]。

### 2025年
- 4月2日、『全力挑戦!すとぷりnoりみっと -苺学園放送部-』と「STPR BOYS PROJECT」によるプロジェクトから誕生したグループとして、本社所属の「すにすて - SneakerStep Prod.STPR MUSIC」がデビュー[51]。
- 5月17日、本社所属の「KnightA-騎士A-」が新体制としてYouTuberのタケヤキ翔をメンバーに加え、「KnightX-騎士X-」としての活動を開始。[52]

## サポートを行う活動者
- すとぷり[53]
  - ころん[53]
  - さとみ[53]
  - ななもり。（代表取締役）[53]
  - るぅと[53]
  - ジェル[53]
  - 莉犬[53]
- 騎士X - Knight X -[54]
  - しゆん[54]
  - タケヤキ翔[54]
  - ばぁう[54]
  - てるとくん[54]
- AMPTAKxCOLORS[54]
  - あっきぃ[54]
  - まぜ太[54]
  - ぷりっつ[54]
  - ちぐさくん[54]
  - あっと[54]
  - けちゃ[54]
- Meteorites[54]（読み方：メテオライツ[44][55]、略称：めておら[44]）
  - 心音[54]
  - ロゼ[54]
  - Lapis[54]
  - メルト・ダ・テンシ[54]
  - みかさくん[54]
  - 明雷らいと[54]
- もりうさ[54]
- まひとくん。[54]

### 過去にサポートを行った活動者
- KnightA-騎士A-[18]
  - まひとくん。[56]
  - しゆん[56]
  - ばぁう[56]
  - そうま[56]
  - てるとくん[56]

## 事業内容
活動者サポート事業
- 活動者の育成及びマネジメント及びにプロモート業務
- インフルエンサーマーケティング事業

レーベル事業
- 自主レーベルSTPR Recordsの運営
- 原盤の企画、制作および管理
- 音楽著作権の管理及び音楽著作物の利用の開発

ライブ/イベント事業
- 各種イベントの企画、制作及び運営
- エンターテインメントに関する企画、制作及び運営

グッズ企画制作事業
- オリジナルグッズの企画、制作及び販売